# Wuling Dragon
Wuling Dragon – samochód osobowo-dostawczy typu mikrovan klasy miejskiej produkowany pod chińską marką od Wuling w latach 1990–2009.

## Historia i opis modelu

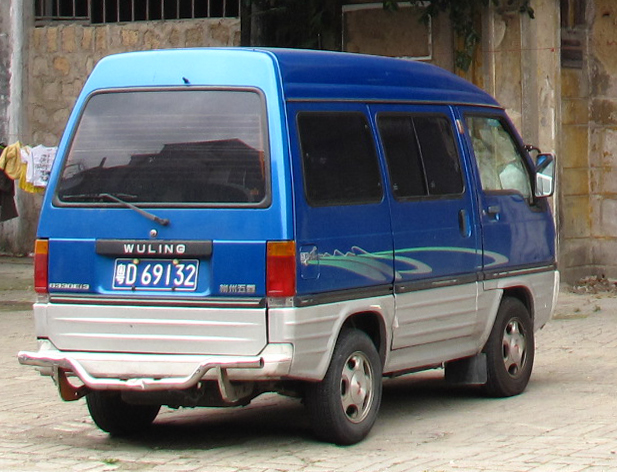
Wuling Dragon - tył

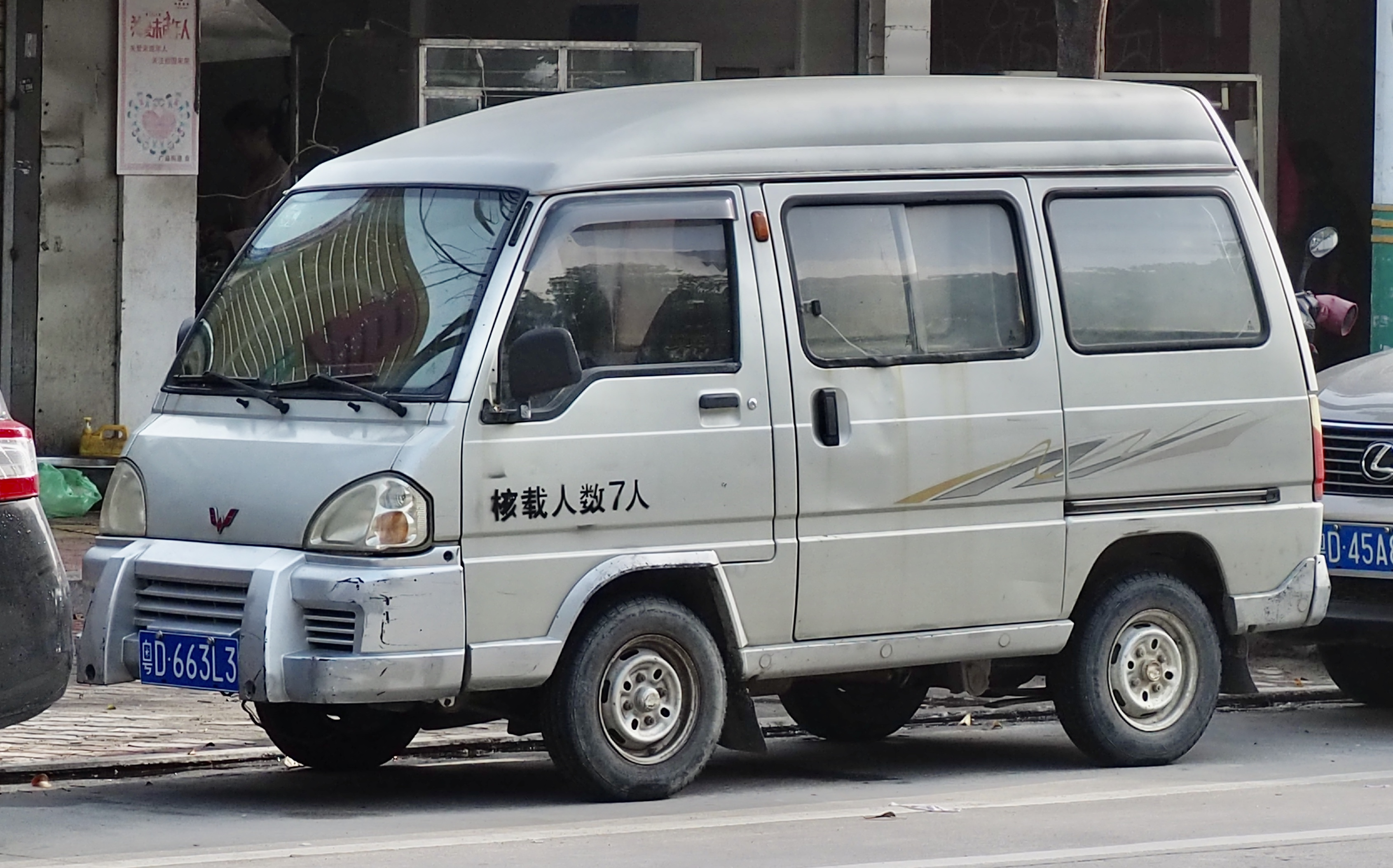
Wuling Dragon po liftingu

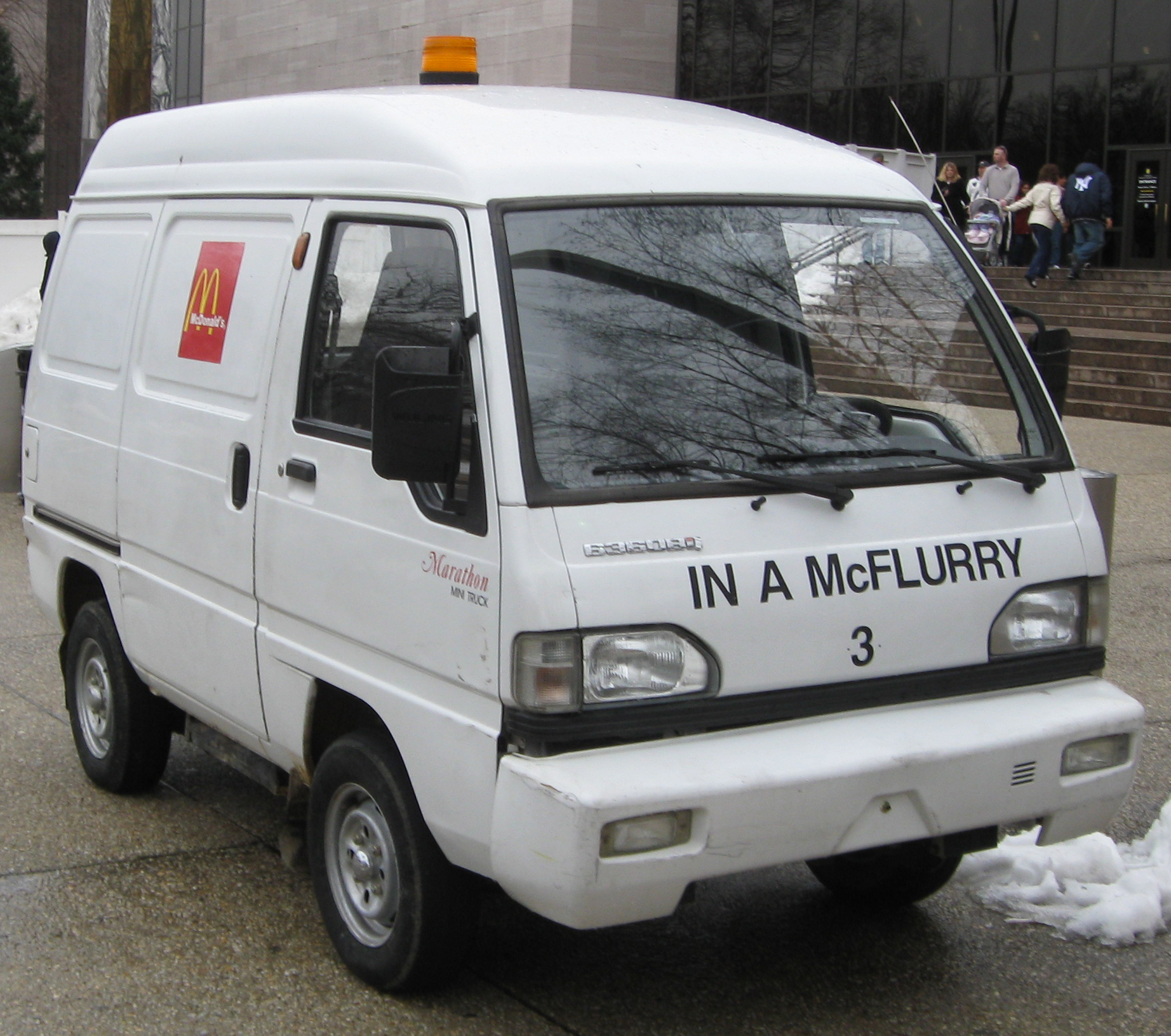
Marathon Mini Truck w Kanadzie

Wuling Dragon trafił do produkcji na początku lat 90. XX wieku jako nowa generacja taniego, niewielkiego samochodu dostawczo-osobowego z jednobryłowym nadwoziem i silnikiem umieszczonym pod przednim rzędem siedzeń. Podobnie jak w przypadku poprzednika, modelu LZ 110, chiński producent nabył licencję od japońskiego Mitsubishi, tworzą bliźniaczą konstrukcję wobec modelu Minicab.
Gama nadwoziowa Wulinga Dragona złożyła się zarówno z dostawczego, jak i osobowego mikrovana z przesuwanymi tylnymi drzwiami, jak i pickupa lub podwozia do zabudowy z dwudrzwiową lub czterodrzwiową kabiną pasażerską. W zależności od rodzaju nadwozia, Wuling Dragon był oferowany na rynku chińskim z różnymi kodami fabrycznymi nadwozia w ramach serii LZW.
Samochód oferowany był w trzech wariantach silnikowych, z czego wszystkie były czterocylindrowymi jednostkami napędowymi o niewielkiej pojemności: 0,8l, 1,0l oraz 1,1l. 

### Lifting
W 2003 roku Wuling Dragon przeszedł obszerną restylizację nadwozia, zyskując nowy wygląd przedniej części nadwozia z bardziej agresywnie stylizowanymi reflektorami i przemodelowanymi zderzakami, a także nowymi wkładami lamp tylnych. Pas przedni stał się bardziej wysunięty, a na lokalnym rynku pojazd zyskał przydomek Wuling Xingwang.

### Sprzedaż
Poza rynkiem chińskim, dla którego Wuling Dragon został opracowany i gdzie był sprzedawany, na początku lat dwutysięcznych XXI wieku samochód był importowany i sprzedawany w Stanach Zjednoczonych i Kanadzie przez przedsiębiorstwo Marathon.
W zależności od rynku, samochód nosił w Ameryce Północnej nazwy Marathon Wuling Dragon (USA) lub Marathon Mini Truck (Kanada). Samochód oferowano zarówno w wersji furgon, jak i pickup.

### Silniki
- R3 0.8l
- R4 1.0l
- R4 1.1l